# Campo Menonita Número Siete
Campo Menonita Número Siete är en ort i Mexiko.   Den ligger i kommunen Hopelchén och delstaten Campeche, i den östra delen av landet, 1 000 km öster om huvudstaden Mexico City. Campo Menonita Número Siete ligger 81 meter över havet och antalet invånare är 211.
Terrängen runt Campo Menonita Número Siete är huvudsakligen platt. Campo Menonita Número Siete ligger nere i en dal. Runt Campo Menonita Número Siete är det mycket glesbefolkat, med 2 invånare per kvadratkilometer. Närmaste större samhälle är El Temporal Cinco, 18,8 km sydväst om Campo Menonita Número Siete. Trakten runt Campo Menonita Número Siete består till största delen av jordbruksmark.